# Hiszpańska Formuła Renault
| Hiszpańska Formuła Renault | Hiszpańska Formuła Renault |
| -------------------------- | -------------------------- |
| Kategoria                  | Wyścigi samochodowe        |
| Region                     | Hiszpania                  |
| Pierwszy sezon             | 1991                       |
| Ostatni sezon              | 1997                       |
| Silnik                     | Renault                    |
| Ostatni mistrz kierowców   | Polo Villaamil             |

Hiszpańska Formuła Renault (oryginalna nazwa: Campeonato de España de Fórmula Renault) – była seria wyścigowa samochodów jednomiejscowych organizowana w Hiszpanii w latach 1991-1997 pod szyldem wyścigów FIA Formuły Renault. W 1998 roku, po utworzeniu World Series by Nissan została zlikwidowana.

## Mistrzowie
| Sezon | Mistrz                 |
| ----- | ---------------------- |
| 1991  | Antonio Albacete       |
| 1992  | Ricardo García Galiano |
| 1993  | David Bosch            |
| 1994  | Javier Díaz            |
| 1995  | Javier Díaz            |
| 1996  | Bruno Correia          |
| 1997  | Polo Villaamil         |